# 農家の店みのり
農家の店みのり（のうかのみせみのり）は、栃木県大田原市に本部を置く株式会社みのりが栃木県と茨城県で農業資材などを販売するチェーン店である。

## 概要
- 農家を対象とした農業のコンビニエンスストアとして、農業資材や肥料、農機などを取り扱う。
- 実店舗のほか、楽天市場とyahooにてネットショップも行っている。
- 本部は大田原店の所在地である大田原市浅香としているが、登記上の本店は西那須野店の所在地である那須塩原市三区町となっている。

## 沿革
- 1992年（平成4年）
  - 2月 - 株式会社みのり創立

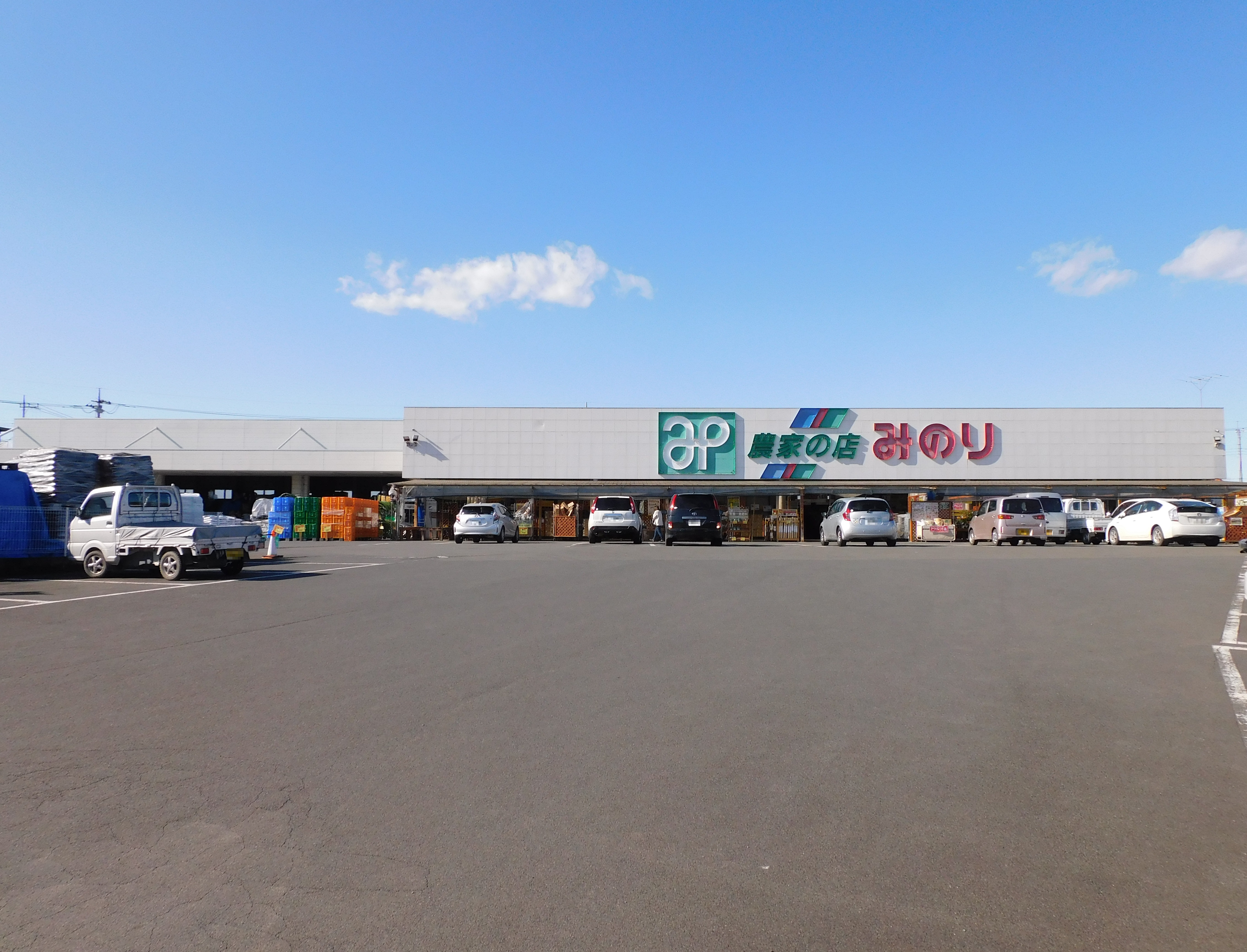
鹿沼店

  - 4月 - 西那須野町（現・那須塩原市）に西那須野店を開店
- 1995年（平成7年）2月 - 下都賀郡石橋町（現・下野市）に石橋店を開店
- 1998年（平成10年）
  - 2月 - 真岡市に真岡店を開店
  - 3月 - 大田原市に大田原店を、氏家町（現・さくら市）に氏家店を開店
- 1999年（平成11年）5月 - 鹿沼市に鹿沼店を開店
- 2001年（平成13年）8月 - 茨城県真壁郡協和町（現・筑西市）に協和店を開店
- 2002年（平成14年）4月 - 市貝町に市貝店を開店
- 2019年（令和1年）10月 - 大平店で火災発生したが、令和元年東日本台風による浸水被害で消防車が近づけず全焼した。その後、大平店は閉店された[1][2]。
- 2021年（令和3年）6月1日 - 花木を展示販売する有限会社うつのみや緑花木センターの全株式を取得し吸収合併した。花木の展示販売は継続した上で、敷地内に2022年春を目処にインターパーク店開設予定[3]。
- 2022年（令和4年）3月18日 - みのり花木センターインターパーク店開店[4]